# نجوا عالمی
نجوا عالمی (انگلیسی: Najwa Alimi؛ روزنامه‌نگار، و فعال حقوق بشر اهل افغانستان است.
وی به دلیل تلاش‌هایش برای حمایت از حقوق‌بشر و آزادی بیان در افغانستان برندهٔ جوایزی همچون جایزه پر انگر شده‌است.